# Intelligence
L'intelligence (dall'inglese: /ɪnˈtɛl.ɪˌʤəns/; talvolta abbreviato in: intel) indica il servizio di raccolta, protezione, analisi e diffusione di informazioni e dati la cui elaborazione è utile alla tutela della sicurezza nazionale di uno Stato e alla prevenzione di attività destabilizzanti di qualsiasi natura.
Deputate a tale attività vi sono delle agenzie note come servizi segreti in cui i vari soggetti che vi operano vengono talvolta definiti agenti segreti. Grazie alla globalizzazione e alla informatizzazione, si sono sviluppate anche la business intelligence, l'intelligence economica e l'intelligence finanziaria. Nella lingua inglese il termine "intelligence" ha talora una valenza meno arcana o "spionistica" che in italiano, come ad esempio con i forward intelligence team della polizia britannica, che operano in modo del tutto palese.

## Le fasi
(John Keegan, Intelligence, pagina 347)
L'acquisizione delle informazioni si realizza attraverso un procedimento, che consta delle seguenti fasi:
- Pianificazione e direzione: nella quale gli organi di comando e direttivi interessati definiscono gli obiettivi informativi ritenuti necessari per le proprie decisioni; tali obiettivi vengono estrinsecati mediante l'elencazione di Elementi Essenziali di Informazione (EEI) ed Altri Elementi di Informazione (AEI), idonei a guidare le fasi successive del processo;
- Raccolta: nella quale vengono messe in atto tutte le attività di raccolta da parte degli Organi esecutivi del Servizio informazioni delle notizie riferite agli elementi definiti nella fase precedente; le notizie possono provenire dagli stessi Organi esecutivi mediante specifiche attività tecniche (intercettazione, interrogatorio, fotografia ecc.) ovvero da elementi esterni, chiamati "fonti";
- Elaborazione: nella quale le notizie raccolte vengono classificate, valutate e correlate fra di loro;
- Analisi e Produzione: nella quale le notizie afferenti ad ogni singolo elemento di informazione vengono elaborate in una informazione utilizzabile, della quale viene indicata l'affidabilità;
- Divulgazione: l'ultima fase si ricollega alla prima in quanto è la divulgazione dell'Informazione elaborata agli organi che avevano attivato il ciclo informativo nonché a tutti gli altri organi che possano averne necessità.

## Le figure

### Le Agenzie
I Servizi Segreti sono i soggetti generalmente preposti, ma le diverse Agenzie o Servizi Segreti sono sempre strettamente integrate fra di loro, pur essendo prevalentemente orientate all'analisi di specifici problemi. Le funzioni sono definite da normative di riferimento costituite da leggi appositamente varate in ciascun Paese, per massimizzare e tutelare le loro delicate funzioni.

### Agente di intelligence
La locuzione agente di intelligence o agente segreto viene usata per descrivere un membro delle forze armate, un agente di polizia o di un'agenzia di spionaggio civile che si specializza nell'ottenere, collezionare e analizzare informazioni e dati per soddisfare i fabbisogni informativi di un Governo, Forza armata, Corpo di Polizia o di una entità privata.

## Tipologie dell'attività
- COMINT: Communications intelligence
- ELINT: Electronic intelligence
- FININT: Financial Intelligence
- HUMINT: Human intelligence
- IMINT: Imagery intelligence
- SIGINT: Signals intelligence
- TECHINT: Technical intelligence
- OSINT: Open Source intelligence
- MASINT: Measurement and Signature intelligence
- ACINT: Acoustics intelligence

## Nel mondo

### Italia
Dal 2007, a seguito della riforma dell'Intelligence Italiana attuata dalla legge 3 agosto 2007, n. 124, operano due Agenzie, divise per competenza, l'AISE e l'AISI. 
Nel Ministero della Difesa prende ancor più peso la figura del Reparto Informazioni e Sicurezza (RIS/Difesa), a cui sono collegati i servizi dell'intelligence di ciascuna delle forze armate italiane (ad es. A.G.S. per la Marina, l'R.G.S. per l'A.M., ecc). Dal RIS/Difesa dipendono tutti e 64 Uffici degli Addetti per la difesa nel Mondo, gli Uffici di rappresentanza presso la NATO, lo SHAPE, ecc., il Centro Intelligence Interforze (CII), il Centro Interforze di Telerilevamento Satellitare (CITS), il Centro di Formazione d'Intelligence e Guerra Elettronica (CIFIGE), il coordinamento delle cellule d'intelligence nei cosiddetti "Teatri" (NIC), e così via.
Attualmente il Sistema di informazione per la sicurezza della Repubblica è composto da:
- Presidente del Consiglio dei Ministri
- Autorità delegata
- Comitato interministeriale per la sicurezza della Repubblica (CISR)
- Dipartimento delle informazioni per la sicurezza (DIS)
- Agenzia Informazioni e Sicurezza Esterna (AISE)
- Agenzia Informazioni e Sicurezza Interna (AISI)